# Ron Ellis
Ronald Dwayne Ellis, detto Ron (Monroe, 18 settembre 1968), è un ex cestista statunitense naturalizzato belga, professionista in Belgio e in Grecia.

## Carriera
È stato selezionato dai Phoenix Suns al secondo giro del Draft NBA 1992 (49ª scelta assoluta).

## Palmarès
- Campionato belga: 6

Spirou Charleroi: 1995-96, 1996-97, 1997-98, 1998-99, 2002-03, 2003-04
- Coppa del Belgio: 4

Spirou Charleroi: 1996, 1999, 2002, 2003